# Вільям Лоренц
Вільям Лоренц (фр. William Laurentz; 26 лютого 1895 — 7 березня 1922) — колишній французький тенісист.
Найвищу одиночну позицію світового рейтингу — 8 місце досяг 1920 року (за даними А. Волліса Маєрса).
Найвищим досягненням на турнірах Великого шолома був чвертьфінал в змішаному парному розряді.

## Титули

### Титули в змішаному парному розряді
| Дата | Назва і місце проведення                    | Покриття | Партнерка      | фіналісти | Рахунок |
| 1912 | Відкритий чемпіонат Франції з тенісу, Париж | Ґрунт    | Дейзі Сперанца |           |         |
| 1913 | Відкритий чемпіонат Франції з тенісу, Париж | Ґрунт    | Дейзі Сперанца |           |         |